# Hippoporina ussowi
Hippoporina ussowi är en mossdjursart som först beskrevs av Arnold Girard Kluge 1908.  Hippoporina ussowi ingår i släktet Hippoporina och familjen Bitectiporidae. Inga underarter finns listade i Catalogue of Life.